# إليزابيث بانكس (كاتبة)
إليزابيث بانكس (بالإنجليزية: Elizabeth Banks)‏ هي مقالاتية وصحفية وكاتِبة أمريكية، ولدت في 2 مايو 1865 في ترنتون في الولايات المتحدة، وتوفيت في 18 يوليو 1938 في لندن في المملكة المتحدة.